# StadtCenter Düren
 (août 2019).
Si vous disposez d'ouvrages ou d'articles de référence ou si vous connaissez des sites web de qualité traitant du thème abordé ici, merci de compléter l'article en donnant les références utiles à sa vérifiabilité et en les liant à la section « Notes et références ».
 (mars 2024).
Le StadtCenter Düren est un centre commercial de plusieurs étages situé dans le centre-ville du district de Düren, en Rhénanie-du-Nord-Westphalie, avec 54 magasins.
Le centre est à environ trois minutes de la gare de Düren ; 15 lignes de bus le desservent et 310 places de stationnement sont disponibles. Il est situé au voisinage direct du grand magasin C&A. Le StadtCenter Düren dispose de 17 800 m2 d'espaces commerciaux.
Pour la construction du centre, plusieurs bâtiments ont dû être démolis. Les discussions les plus importantes furent dues à la coupe de certains arbres, notamment un cèdre. La coupe d'arbres et la démolition de la maison paroissiale protestante ont provoqué la première initiative populaire (Bürgerbegehren (de)) dans la ville de Düren, et des manifestations accompagnèrent son organisation. Après le référendum, des manipulations ont été prouvées, ce qui a abouti dans un cas à une condamnation par ordonnance pénale (Strafbefehlsverfahren (de)). Le référendum échoua à annuler le projet, mais le cèdre, monument naturel, a été intégré au terrain. Le premier parking de Düren a été intégré au StadtCenter.
L'inauguration a eu lieu le 8 septembre 2005, après une année de travaux. Quelque 300 nouveaux emplois ont été créés.
Les principaux locataires sont Saturn (magasin) (3 500 m2 de surface de vente) et H & M (2 000 m2 de surface de vente). De nombreux établissements de restauration, magasins de téléphone, une boulangerie, une pharmacie et autres magasins avec un large assortiment ont trouvé leurs clients. En semaine, le centre est ouvert de 6h à 20h30 et le dimanche de 8h à 18h pour les restaurants uniquement.
L’administrateur est Bilfinger Real Estade, basé à Neu-Isenburg am Main. Le directeur général est, à compter du 2 janvier 2019, Arne Schieck.
Début 2017, un fonds de la société d'investissement Frankfurt Union Investment est devenu le nouveau propriétaire de StadtCenter. L'ancien propriétaire, un fonds géré par le groupe CBRE, a reçu un prix d'achat d'environ 70 millions d'euros. À intervalles irréguliers, des événements ou des expositions sont programmés dans le StadtCenter Düren.